# Aarneho–Thompsonův katalog

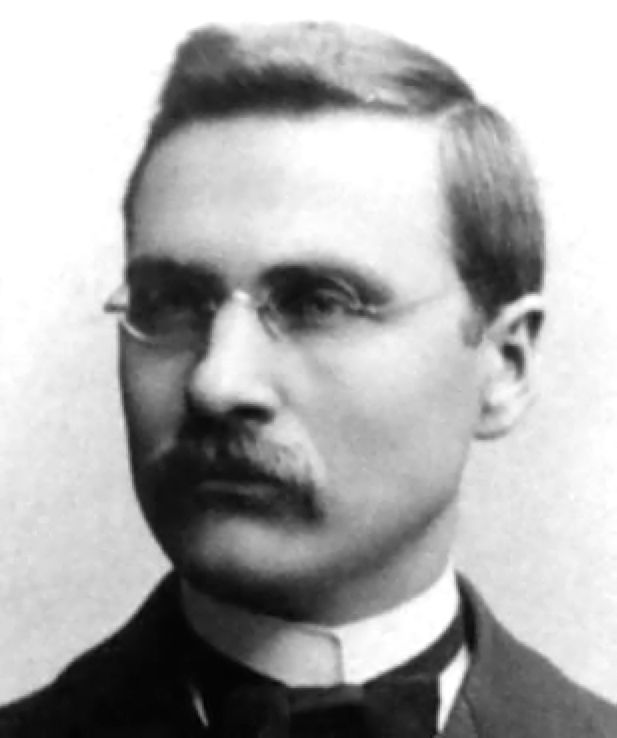
Finský folklorista Antti Amatus Aarne (1867–1925), který v roce 1910 publikoval první verzi mezinárodního katalogu pohádkových bytostí a lidových pověstí.

Aarneho–Thompsonův katalog je nejvýznamnější mezinárodní katalog pohádkových bytostí a lidových pověstí současnosti. Jeho úkolem je na základě porovnání textů jednotlivých pověstí určit jejich původ, vznik a šíření a podle použitých motivů je klasifikovat.
První verzi katalogu sestavil a publikoval v roce 1910 finský folklorista Antti Aarne pod názvem Verzeichnis der Märchentypen (Katalog typů pohádek), čímž tak položil základy pro využití komparativní metody ve folkloristice. V letech 1921 a 1961 katalog rozšířil Američan Stith Thompson (systém AT, nebo AaTh). V roce 2004 jej doplnil a rozšířil německý literární vědec Hans-Jörg Uther dílem The Types of International folktales: Animal tales, tales of magic, religious tales, and realistic tales, with an introduction. Samotný systém více propracoval a nazval jej systém Aarne-Thompson-Uther (systém ATU).

## Typologie pohádek
Každý typ pohádkového příběhu má v katalogu své kódové označení sestávající z iniciál jmen autorů (dříve AT, popř. AaTh, dnes ATU) a čísla. Podle charakteru příběhu a vyskytujících se motivů jsou příběhy rozděleny do několika velkých skupin (v závorce kurzívou označení podle Aarneho):
- 0001–0299: Pohádky o zvířatech, (Tiermärchen)
- 0300–0749: Pohádky s kouzelnými (magickými) motivy (fantastické pohádky), (Zaubermärchen)
- 0750–0849: Pohádky náboženského typu (legendární), (Legendenartige Märchen)
- 0850–0999: Pohádky románového typu (novelistické), (Novellenartige Märchen)
- 1000–1199: Pohádky o hloupém čertovi/obrovi (Märchen vom dummen Teufel/Riesen)
- 1200–1999: Vtipy a anekdoty (Schwänke)
- 2000–2400: Pohádkové hříčky (skupinu přidal Thompson)
- 2401–2500: Nezařazené pohádky (skupinu přidal Thompson)

Další rozdělení je v rámci jednotlivých typů. Například typ AT-510, Pronásledovaná hrdinka, má podskupiny AT-510A, Popelka, a AT-510B, Nepřirozená láska (sem patří variace pohádek jako Oslí kůže, Myší kožíšek atd., kde se hlavní hrdinka skrývá v ohavném šatě, aby se vyhnula sňatku s vlastním otcem, zlým králem apod.).

## Kritika
Přes častou kritiku se jedná o nejpoužívanější a mezinárodně uznávaný systém klasifikace rozsáhlých narativních sbírek. Systém kritizoval již ve 20. letech sovětský folklorista Vladimír Propp kvůli tomu, že třeba i z několika motivů, které pohádkový příběh obsahuje (a mohl by tedy být v několika kategoriích), je některý určen jako hlavní a na jeho základě je příběh zařazen do kategorie, zatímco ostatní motivy jsou potlačeny. Například magické příběhy (300–749) často obsahují zvířata a v příbězích o zvířatech (1–299) často vystupují magické bytosti.
Také Hans-Jörg Uther původní Aarneho–Thompsonův systém podrobil kritice, především za to, že dával přednost ústně dochovaným verzím příběhů, přestože existují mnohem starší, a často dost odlišné, písemně dochované verze příběhů. Systém bývá dále kritizován za to, že byl vytvořen na základě evropských pohádek a je tudíž značně evropocentrický. Proto vznikaly i alternativní systémy pro mimoevropské regiony, například katalogy folklóru v Asii.